# Rudolf Vesper

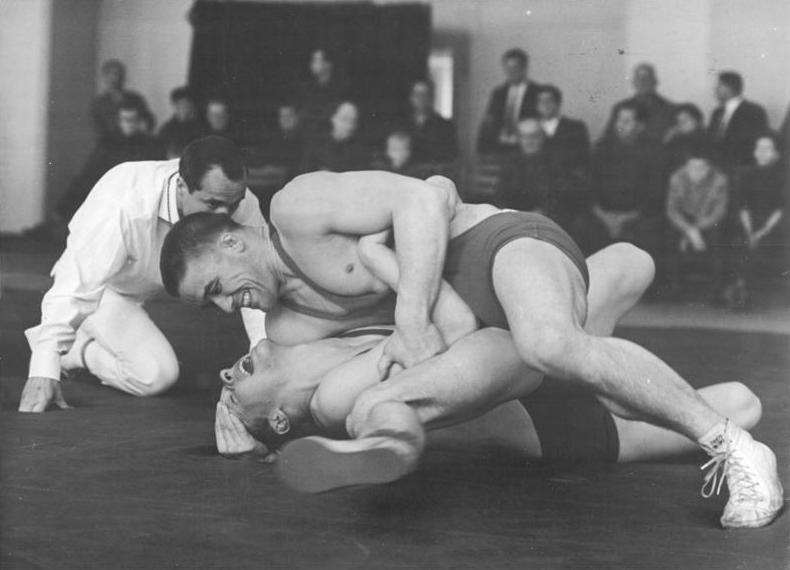
Rudolf Vesper (in Oberlage) wird DDR-Meister 1968 im Weltergewicht (griechisch-römischer Stil)

Rudolf Vesper (* 3. April 1939 in Niehmen bei Ohlau, Schlesien) ist ein ehemaliger deutscher Ringer im griechisch-römischen Stil.

## Sportlicher Werdegang
Rudolf Vesper startete von 1948 bis 1959 für die SG Ramsin und von 1959 bis 1972 für den ASK Vorwärts Rostock.
Bei den Ringer-Weltmeisterschaften 1963 und 1967 gewann Vesper jeweils die Silbermedaille. Bei der Europameisterschaft im Juni 1968 belegte er den fünften Platz.
Vier Monate später gelang Rudolf Vesper bei den Olympischen Spielen in Mexiko-Stadt sensationell der Gewinn der Goldmedaille. Bei den Ringer-Europameisterschaften 1970 wurde er Dritter.
Rudolf Vesper war neunfacher DDR-Ringermeister und Verdienter Meister des Sports. Sein Wettkampfgewicht betrug 78 kg bei einer Körpergröße von 1,78 m.

## Privater Werdegang
Rudolf Vesper lernte den Beruf des Zimmermanns. Später war er als Sport- und Berufsschullehrer tätig. 1973 und 1974 arbeitete er als Trainer beim ASK Vorwärts Rostock.
Vesper ist verheiratet und hat zwei Söhne. Er lebt heute in Rostock, ist weiterhin sportlich aktiv und engagiert sich für den Ringkampfsport in Mecklenburg-Vorpommern.

## Auszeichnungen (Auswahl)
- 1968: Vaterländischer Verdienstorden in Silber
- 2022: Aufnahme in die Hall of Fame des DRB[1][2]